# Josenópolis
Josenópolis – miasto i gmina w Brazylii, w stanie Minas Gerais.